# Il clandestino (film)
Il clandestino (conosciuto anche con il titolo The Underground) è un film del 1970, scritto e diretto da Pino Mercanti.

## Trama
Nel 1927 alcuni ragazzi italiani si imbarcano alla volta dell'America. Di loro si salva solo Giovanni. Il giovane trova lavoro presso una fabbrica. Ma lo stipendio minimo e le condizioni disumane che deve subire lo portano a cambiare rotta e diventare un contrabbandiere spietato.

## Produzione
Si tratta dell'ultimo lavoro di Pino Mercanti. 
Nonostante la storia sia ambientata in America, la maggior parte delle riprese sono state effettuate a Roma e nei dintorni di Madrid. 

## Distribuzione
Il clandestino uscì nelle sale italiane il 7 dicembre del 1970. Successivamente, venne esportato all'estero, dove è conosciuto col titolo internazionale The Underground. 
Attualmente non esistono sul mercato edizioni italiane. Il film è stato proposto su canali satellitari. 

## Accoglienza
La pellicola venne accolta tiepidamente dalla critica. Alcune segnalazioni cinematografiche dell'epoca lo recensirono come mediocre e privo di interesse.